# To teži bit će pad
To teži bit će pad (engl. The Harder They Fall) film je noir drama  Marka Robsona iz 1956. s  Humphreyjem Bogartom u njegovoj posljednjoj ulozi. Lik Eddieja Willisa (Bogart) temeljen je na karijeri boksačkog novinara i promotora Harolda Conrada. Film je temeljen na romanu  Budda Schulberga, koji je u scenarij adaptirao Philip Yordan.

## Radnja
Sportski novinar Eddie Willis je slomljen nakon što je izgubio kolumnu u novinama. Unajmljuje ga boksački promotor Nick Benko kao promotora za njegova novog boksača, divovskog i mentalno zaostalog  argentinskog boksača zvanog Toro Moreno. Eddie prihvaća posao jer je novac dobar. Iako to Toro ne zna, nekoliko mečeva je namješteno kako bi se javnost zainteresirala. Eddie promovira mečeve ali počinje osjećati krivnju zbog svog posla. Priča dolazi do vrhunca kad Benko dogovara Toru meč s osvetoljubivim prvakom u teškoj kategoriji, meč koji se ne može namjestiti.

## Glumci
- Humphrey Bogart - Eddie Willis
- Rod Steiger - Nick Benko
- Jan Sterling - Beth Willis
- Mike Lane - Toro Moreno
- Edward Andrews - Jim Weyerhause
- Harold Stone - Art Leavitt, TV komentator

Boksači koji se pojavljuju u filmu:
- Jersey Joe Walcott
- Max Baer
- Pat Comiskey

## Vanjske poveznice
- To teži bit će pad u internetskoj bazi filmova IMDb-a